# قاتل الشياطين الموسم الثاني
قاتل الشياطين هي سلسلة أنمي يابانية مبنية على سلسلة المانجا التي تحمل نفس العنوان، من تأليف وتوضيح كويوهارو غوتوغي. يتكيف الموسم الثاني مع المجلدات من السابع إلى الحادي عشر (الفصول 55-97) من سلسلة المانجا وتم بثهُ في جزئين، الجزء الأول بعنوان قاتل الشياطين: كيميتسو نو يايب - آرك قطار اللانهاية، إصدار من سبع حلقات من «قطار موغن» كما يظهر في الفيلم الذي يعرض موسيقى جديدة ورسوم متحركة إضافية، والذي تم بثه من 10 أكتوبر إلى 28 نوفمبر 2021. الجزء الثاني بعنوان قاتل الشياطين: كيميتسو نو يايب- آرك منطقة الضوء الأحمر والذي بث 11 حلقة، من 5 ديسمبر 2021 إلى 13 فبراير 2022. أخرج الموسم هارو سوتوزاكي، مع تصميمات الشخصيات أكيرا ماتسوشيما والرسوم المتحركة التي أنتجها يوفوتابل. طاقم العمل والممثلين من الموسم الأول و قاتل الشياطين الفيلم: قطار اللانهايةعاد أيضًا.
بالنسبة إلى قطار آرك قطار اللانهاية، الموضوع الافتتاحي هو "Morning Star") بينما يكون موضوع النهاية هو "Shirogane" (白銀، تترجم حرفيا. "Silver") "Silver")، وكلاهما يؤديه ليزا. "Homura" (炎، Flame) يستخدم كموضوع ختامي للحلقة 7. بالنسبة لـ آرك منطقة الضوء الأحمر، الموضوع الافتتاحي هو "Song of Reverberation") بينما موضوع النهاية هو "Daybreak")، كلاهما يؤديه أيمر.
قامت أنيبلكس أوف أمريكا بترخيص المسلسل خارج آسيا وستقوم ببثه على فنميشن وكرانشي رول. رخصت شركة موس كومنيكيشن للموسم الثاني في جنوب شرق آسيا وجنوب آسيا. سيقومون ببثها على آي جيي،  بيليبيلي،  تينسنت فيديو،  فيو،  نتفليكس،  وديزني+.

## قائمة الحلقات
| آرك قطار اللانهاية |    |                                                            |                               |                           |
| 27 | 1  | «هاشيرا اللهب، كيۆجورۆ رێنگۆكو» (炎柱・煉獄杏寿郎)         | شينيا شيمۆمورا                | 10 تشرين الأول 2021       |
| بعد إنقاذ هاشيرا اللّهب لامرأة تعرّضت لهجوم شيطان، يواصل مهمّته في التّحقيق في حالات اختفاء ضحيّتها ركّاب قطار موغن. وأثناء بحثه، يقابل رنغوكو الشّيطان الملقّب بالقاطع المسؤول عن الكثير من الحوادث في الجوار. لكن هل هو نفسه المسؤول عن حالات الاختفاء؟ |    |                                                            |                               |                           |
| 28 | 2  | «نوم عميق» (深い眠り)                                      | تۆشيوكي شيراي                 | 17 تشرين الأول 2021       |
| استقلّ تانجيرو والبقيّة قطار موغن ويبدؤون بالبحث عن هاشيرا اللّهب رنغوكو بما أنّ مهمّتهم التّالية ستجمع بينهم. وبعد أن شرح رينغوكو أنّ المهمّة بدأت بالفعل، يتعرّضون لهجوم شيطان. لكنّ تلك ليست الصّورة الكاملة. |    |                                                            |                               |                           |
| 29 | 3  | «إن كان صحيحًا» (本当なら)                                  | ماساشي تاكێأوچي               | 24 تشرين الأول 2021       |
| ينضم تانجيرو ونيزوكو وزنيتسو وإينوسكي إلى رنغوكو في قطار موغن. بعد أن سمعوا أنه قد يكون هناك شياطين في القطار، فإنهم في حالة تأهب قصوى، لكنهم يجدون أنفسهم يسقطون في سبات. ضمن حلمه، يلتقي تانجيرو بعائلته المفقودة منذ زمن طويل. ومع ذلك، سرعان ما تم الكشف عن أن هذا هو فخ نصبته إنمو. |    |                                                            |                               |                           |
| 30 | 4  | «إهانة» (侮辱)                                             | ماساشي تاكێأوچي               | 7 تشرين الثاني 2021       |
| سقط تانجيرو وزنيتسو وإينوسكي ورنغوكو في نوم عميق تحت سيطرة فن الدم الشيطاني الخاصة بإنمو. بينما يحاول إنمو استخدام شركائه لتدمير النوى الروحية لتانجيرو ورفاقه من أجل إلحاق الهزيمة بهم، يدرك تانجيرو أنَّه داخل حلم ويبحث عن طريقة للاستيقاظ. من أجل الاستيقاظ من الحلم، يتخذ تانجيرو قرارًا باستخدام سيفه لقطع عنقه.                                                                                 |    |                                                            |                               |                           |
| 31 | 5  | «إلى الأمام!» (前へ！)                                     | تۆشيوكي شيراي                 | 14 تشرين الثاني 2021      |
| بعد استيقاظ تانجيرو من حلمه بقطع رقبته، يقاتل تانجيرو إنمو، الذي هو مصدر كل الاضطرابات في القطار. يبدو أن الأمر الذي يثير غضب تانجيرو أكثر أن إنمو يستمتع بإلحاق الألم بالركاب. نجح تانجيرو في قطع رأس إنمو، فقط ليكتشف أنَّ جسم إنمو مدمج مع قطار موغن نفسه. تم وضع تانجيرو في الزاوية، لكن إينوسكي الذي استيقظ حديثًا جاء لمساعدته و...                                                              |    |                                                            |                               |                           |
| 32 | 6  | «أكازا» (猗窩座)                                           | هيدێكي هۆسۆكاوا               | 21 تشرين الثاني 2021      |
| تحارب نيزوكو وزنيتسو ورنغوكو ضد إنمو لحماية الركاب. في هذه الأثناء، اكتشف تانجيرو وإينوسكي موقع رقبة إنمو. إنهم يعملون جنبًا إلى جنب لإحباط فنّ دم الشّيطان الخاصّة بإنمو وقطع رقبة إنمو. يتلوى قطار موغن من الألم ويخرج عن مساره. ماذا سيكون مصير 200 مسافر أو نحو ذلك بالإضافة إلى تانجيرو وأصدقائه؟                                                                                                  |    |                                                            |                               |                           |
| 33 | 7  | «أشعل قلبك» (心を燃やせ)                                   | هاروأۆ سۆتۆزاكي               | 28 تشرين الثاني 2021      |
| الشيطان الذي ظهر قبل تانجيرو ورنغوكو بعد هزيمة إنمو كان الثّالث من شياطين الرتب العليا، أكازا. أثناء إصابته وعلى الأرض، تعرض تانجيرو تقريبًا للهجوم من قبل أكازا ونجا بصعوبة من الموت عندما قام رنغوكو بالرد بسرعة. خلال المعركة الشديدة بين رنغوكو وأكازا، يقترح أكازا على رنغوكو أنَّه يجب أن يصبح هو أيضًا شيطانًا. رنغوكو يرفض بشدة عرض أكازا، لكن جسده المصاب منهك ويتم دفعه لتجاوز حدوده الجسدية... |    |                                                            |                               |                           |
| آرك منطقة الضوء الأحمر |    |                                                            |                               |                           |
| 34 | 8  | «هاشيرا الصوت تێنگێن أوزوي» (音柱・宇髄天元)               | شينيا شيمۆمورا كيه تسونێماتسو | 5 كانون الأول 2021 (خاصة) |
| يزور أكازا كيبوتسوجي موزان بعد حادثة قطار موغن. يتّجه كامادو تانجيرو إلى منزل رنغوكو بإرشاد من غراب ليوصل رسائل رنغوكو كيوجورو الأخيرة لوالده وأخيه الصّغير. وتعود مجموعة تاجيرو إلى قصر الفراشة. |    |                                                            |                               |                           |
| 35 | 9  | «التسلل إلى منطقة الضوء الأحمر» (遊郭潜入)                 | تاكاشي سوهارا                 | 12 كانون الأول 2021       |
| يبدأ الثّلاثيّ مهمّتهم التّالية مع الهاشيرا أوزوي تنغن بعد أن اقترح تانجيرو الذّهاب معه بدل أوي وناهو. وبعد وصولهم لحيّ المتعة في يوشيوارا، ينتشر الفريق بحثًا عن معلومات عن "مُخبرات" أوزوي تنغن. |    |                                                            |                               |                           |
| 36 | 10 | «ما أنت؟» (何者？)                                         | أكيهيكو أودا                  | 19 كانون الأول 2021       |
| بعد قيام تانجيرو والبقيّة بالوصول إلى حيّ المتعة، يتسلّلون إلى المنازل حيث توجد زوجات أوزوي تينغين، هيناسورو وماكيو وسوما، بغرض إنقاذهنّ. وبينما يعملون كمتدرّبات في تلك المنزال للبحث عن الزّوجات، يسمع إينوسكي أنّ ماكي محتجزة في غرفة ما. |    |                                                            |                               |                           |
| 37 | 11 | «الليلة» (今夜)                                            | هيدێكي هۆسۆكاوا               | 26 كانون الأول 2021       |
| يندفع إينوسكي إلى غرفة ماكي الّتي يجدها خالية، لكنّه يشعر بوجود شيطان. ورغم مطاردته له، يفشل في الإمساك به. في تلك الأثناء في منزل كوغوكو، يتعقّب زنيتسو بكاء فتاة ويقابل أويران هناك ويكتشف أنّها شيطان. الشّيطانة الّتي تُعرف بالأويران وارابيهيمي في حيّ المتعة هي السّادسة من شياطين الرّتب العليا وتُدعى داكي.                                                                                            |    |                                                            |                               |                           |
| 38 | 12 | «الأمور على وشك أن تصير صاخبة!!» (ド派手に行くぜ‼)         | تاكويا نۆناكا                 | 2 كانون الثاني 2022       |
| يقرّر كلّ من تانجيرو وإينوسكي إنقاذ زنيتسو بعد سماعهم باختفائه وطلب أوزوي منهما مغادرة حيّ المتعة. وفي تلك اللّيلة، يلتقط تانجيرو رائحة شيطان تقوده حيث يجد حزام داكي يبتلع الأويران كويناتسو. ومع عدم وجود أوزوي في أيّ مكان، على تانجيرو مواجهة الشّيطانة السّادسة من الرّتب العليا وحده. |    |                                                            |                               |                           |
| 39 | 13 | «ذكريات متراكمة» (重なる記憶)                              | جونئيچي مينامينۆ              | 9 كانون الثاني 2022       |
| بينما تتواصل المعركة ضدّ داكي، يواجهها تانجيرو بـ"هينوكامي كاغورا" الّتي تُحمّل جسده عبئًا ثقيلاً. وأثناء ذلك، يصل إينوسكي إلى عرين الشّيطانة الحزام وينقذ من كانوا محبوسين هناك. ينضمّ كلّ من ماكيو وسوما وزنيتسو الّذين تحرّروا من الحزام إلى المعركة. وفجأة، ينهار سقف العرين وينزل منه أوزوي حاملًا سيفيه.                                                                                                  |    |                                                            |                               |                           |
| 40 | 14 | «تحوُّل» (変貌)                                              | سێجي هارادا                   | 16 كانون الثاني 2022      |
| غضب كامادو تانجيرو غضبًا شديدًا من داكي الّتي احتقرت حياة البشر. يهاجمها تانجيرو بحدّة أكثر ويحاصرها شيئًا فشيئًا، لكنّ جسده كان قد بلغ حدوده سلفًا. تظهر نيزوكو فجأة بينما يفقد تانجيرو وعيه بعدها. وتبدأ معركة شرسة وتبدأ معها نيزوكو بالتّحوّل إلى شيطانة أكثر فأكثر... |    |                                                            |                               |                           |
| 41 | 15 | «تجمُّع» (集結)                                              | كێن تاكاهاشي                  | 23 كانون الثاني 2022      |
| بعد محاولة نيزوكو الهجوم على متفرّجين أبرياء وشكلها الشّيطانيّ يتطوّر أكثر، تمكّن تانجيرو من جعلها تنام أخيرًا بعد أن غنّى لها تهويدة نوم. في تلك الأثناء، يظهر شيطان آخر من جسد داكي بعد أن قطع أوزوي رأسها وهو أخُ داكي المسمّى غيوتارو والنّصف الآخر للرّبتة العليا السّادسة. على أوزوي الآن مواجهة شيطانين، غيوتارو وداكي.                                                                                  |    |                                                            |                               |                           |
| 42 | 16 | «هزيمة شيطان من الأقمار العليا» (上弦の鬼を倒したら)       | جونئيچي مينامينۆ              | 30 كانون الثاني 2022      |
| انضمّ كلّ من تانجيرو وزنيتسو وإينوسكي إلى أوزوي في المعركة. بينما يواجه إينوسكي وزنيتسو داكي، تانجيرو وأوزوي يواجهان غيوتارو، ولكنّهما يواجهان صعوبات بعد أن أظهر الشّيطانان أنّهما متفوّقان عليهما بهجماتهما المتناسقة. لكن بفضل مساعدة هيناتسورو والعمل الجماعي مع أوزوي، يجد سيف تانجيرو طريقه إلى رقبة غيوتارو.                                                                                       |    |                                                            |                               |                           |
| 44 | 18 | «مهما يكن عدد المرات التي تُبعث بها» (何度生まれ変わっても) | هيدێكي هۆسۆكاوا               | 13 شباط 2022 (خاصة)       |
| يصدّ أوزي كلّ هجمات فنّ دم الشّيطان الخاصّة بغيوتارو، وتمكّن تانجيرو من قطع عنقه رغم أنّه طُعن في فكّه. ورغم إصاباتهما الّتي تغطّي جسديهما، تمكّن زنيتسو وإينوسكي من قطع عنق داكي أيضًا، ونجحوا بقطع رأسَيْ الشّيطانين في نفس الوقت. وبعد أن بدا أنّهم قد هزموا شيطانَيْ الرّتبة العليا السّادسة بعد معركة حامية، يُطلق غيوتارو فنّ دم الشّيطان خاصّته...                                                                    |    |                                                            |                               |                           |

## وصلات خارجية
- الموقع الرسمي (باليابانية)
- موقع المانغا الرسمي (باليابانية)
- موقع المانغا الرسمي بالإنجليزية (بالإنجليزية)
- موقع الأنمي الرسمي بالإنجليزية (بالإنجليزية)

لم يتم العثور على روابط لمواقع التواصل الاجتماعي.